# Абдаллах I ас-Сабах
Абдаллах ібн Сабах ас-Сабах (араб. الشيخ عبدالله بن صباح بن جابر الصباح; 1740 — 3 травня 1814) — другий емір Кувейту.

## Біографія
Був молодшим (шостим) сином і спадкоємцем першого кувейтського еміра Сабаха I.
1762 року після смерті батька Абдаллах став новим правителем. Це зумовлено тим, що за свого правління Сабах I завоював такий авторитет серед підданих, що старійшини вирішили передати владу його синові.
1766 року представники родини ан-Насер з племені бану кааб попрохав руки дочки еміра Маріам. Бану кааб до того часу часто ставали до шлюбу з персами, а тому ас-Сабахи, які пишались чистотою своєї крові, відмовили їм. Ображені ан-Насери спорядили флот, щоб забрати жінку силою. Остерігаючись вторгнення, багато хто з кувейтців залишили свої землі. Зокрема, багато представників родин аль-Халіфа та аль-Джалахіма зняли свої намети та перекочували до Катару. Відповідно до офіційної легенди, ас-Сабахам, які залишились у Кувейті, не лишалось нічого іншого, як відстоювати свою незалежність зі зброєю в руках. Абдаллах зібрав відданих йому воїнів. Кожен з них присягнувся померти, але не дати ворогам перетнути поріг його домівки. Згодом групу найвідданіших охоронців еміра так і почали називати — «бану атіб», тобто «люди порогу». Тим часом Салем, двоюрідний брат Маріам, через яку почалась та історія, зі своїми людьми переодягнувся в рибалок, вночі підійшов до флоту ан-Насерів, один за одним захопив п'ять ворожих суден і відкрито напав на деморалізованих загарбників. Так відбили перший напад бану кааб на Кувейт. Однак існує й більш приземлена версія тих подій, відповідно до якої ас-Сабахи просто відкупились від бану кааб, а аль-Халіфа й аль-Джалахіма залишили Кувейт через небажання ділитись прибутками для сплати данини. Менше з тим, вихід двох впливових родин пішов на користь ас-Сабахам, які зосередили всю владу у своїх руках. Пізніше бану кааб ще кілька разів нападали на Кувейт, але до того часу держава стала лише сильнішою. 1783 року в морській битві біля Ріккі ворожий флот потопили, й бану кааб почали платити Кувейту данину.
Під владою еміра Абдаллаха почалось економічне піднесення Кувейту, попри те, що поблизу лежить велике портове місто — Басра. Влада Кувейту вправно користувалась проблемами, що виникали у сусідів, — внутрішніми суперечками, епідемією чуми, війнами та некомпетентністю чиновників, які встановлювали завеликі податки.
За Абдаллаха відбулись перші серйозні контакти кувейтців з англійцями. 1776 року в Кувейті з'явився британський агент з політичних і торгових питань. Під час епідемії чуми наприкінці 1770-их років пошта до Індії ходила не через Басру, а через Кувейт.
У 1790-их роках перед еміром постала нова проблема — релігійні фанатики ваххабіти з Неджда. 1793 року вони здійснили перший значний набіг на Кувейт, розбили його армію у відкритому бою, втім штурмувати укріплене місто не наважились. 1794 року ваххабіти знову атакували Кувейт, але кілька залпів з британських військових суден, що стояли в гавані, виявилось достатньо, щоб вони почали тікати. 1795 року ваххабіти захопили Ель-Хасу, через що рештки племені бану халід переселились до Кувейту, де їх радо прийняв Абдаллах. 1796 року османи вдались до військової операції проти ваххабітів, Абдалла надав туркам своїх людей, однак це лише розлютило фанатиків: 1797 року вони знову взяли в облогу Кувейт, та знову безуспішно. Після того почався занепад Першої держави Саудитів, і кочівники більше не турбували Кувейт.
1803 року Абдаллах надав недждійцям свою допомогу під час військового походу на Маскат. 1805 року разом з англійцями та маскатськими арабами кувейтці брали участь у вигнанні ваххабітів з Бахрейну.
3 травня 1814 року Абдаллах помер. Владу успадкував його старший син Джабір I.